# كأس أوغندا 1991
كأس أوغندا 1991 (بالإنجليزية: 1991 Uganda Cup)‏ هو موسم من كأس أوغندا. فاز فيه نادي إكسبريس.